# Pierbattista Pizzaballa
Pierbattista Pizzaballa OFM (ur. 21 kwietnia 1965 w Cologno al Serio) – włoski duchowny rzymskokatolicki, franciszkanin, biblista, łaciński patriarcha Jerozolimy i tym samym wielki przeor Zakonu Rycerskiego Grobu Bożego.
W latach 2004–2016 był Kustoszem Ziemi Świętej, następnie w latach 2016–2020 administratorem apostolskim sede vacante łacińskiego patriarchatu Jerozolimy, a także wielkim pro-przeorem Zakonu Rycerskiego Grobu Bożego w Jerozolimie. Od 2016 roku jest przewodniczącym Zgromadzenia Ordynariuszy Katolickich Ziemi Świętej, zaś od 2017 roku przewodniczącym Konferencji Biskupów Łacińskich Regionów Arabskich, kardynał prezbiter od 2023.

## Życiorys
Pierbattista Pizzaballa urodził się w 1965 w Cologno al Serio w Lombardii. Do franciszkanów wstąpił 5 września 1984 w Prowincji Chrystusa Króla (Emilia-Romania). Po odbyciu studiów filozoficzno-teologicznych otrzymał tytuł magistra rzymskiego Antonianum. W 1993 obronił pracę licencjacką z teologii biblijnej we Franciszkańskim Studium Biblijnym w Jerozolimie. Studiował również na Uniwersytecie Hebrajskim w Jerozolimie filologię języka hebrajskiego. Następnie był wykładowcą w Studium Theologicum Jerosolimitanum. Był również duszpasterzem katolików języka hebrajskiego w Jerozolimie.
15 maja 2004 ojciec Pizzaballa został wybrany kustoszem Ziemi Świętej. 20 maja 2016 po 12 latach pełnienia funkcji kustosza kustodii Ziemi Świętej, zakończył pełnienie urzędu.
24 czerwca 2016 papież Franciszek prekonizował go administratorem apostolskim sede vacante łacińskiego patriarchatu Jerozolimy jednocześnie wynosząc go do godności arcybiskupa tytularnego Verbe, a także został pro-wielkim przeorem Zakonu Bożogrobców. Święcenia biskupie otrzymał 10 września 2016 w katedrze św. Aleksandra w Bergamo. Głównym konsekratorem był kardynał Leonardo Sandri, prefekt Kongregacji ds. Kościołów Wschodnich, zaś współkonsekratorami arcybiskup Fouad Twal, emerytowany łaciński patriarcha Jerozolimy i Francesco Beschi, biskup diecezjalny Bergamo. Jako zawołanie biskupie przyjął słowa „Sufficit tibi Gratia mea” (Wystarczy ci mojej łaski). Kanonicznie i administracyjnie stolicę patriarchalną do bazyliki Grobu Bożego w Jerozolimie, objął 21 września 2016.
24 października 2020 papież Franciszek mianował go łacińskim patriarchą Jerozolimy i tym samym wielkim przeorem Zakonu Rycerskiego Grobu Bożego, natomiast 28 października 2020 w Domu św. Marty w Watykanie odebrał od papieża paliusz metropolitalny.
Ponadto pełni również funkcję: przewodniczącego
Zgromadzenia Ordynariuszy Katolickich Ziemi Świętej od 24 czerwca 2016 i przewodniczącego Konferencji Biskupów Łacińskich Regionów Arabskich od 17 lutego 2017.
9 lipca 2023 podczas modlitwy Anioł Pański papież Franciszek ogłosił jego nominację kardynalską.
Na konsystorzu 30 września 2023 został kreowany kardynałem prezbiterem i uzyskał kościół tytularny św. Onufrego. Brał udział w konklawe 2025, które wybrało papieża Leona XIV.
16 października 2023, w związku z atakiem Hamasu na Izrael i porwaniem zakładników, patriarcha oświadczył, że jest skłonny oddać się w ręce Hamasu w zamian za uwolnienie izraelskich dzieci, które są przetrzymywane w Strefie Gazy. W rozmowie z dziennikarzami kardynał podkreślił, że konieczne jest znalezienie sposobu na odzyskanie zakładników, ponieważ nie ma innej drogi do powstrzymania eskalacji. Czy jestem gotowy na wymianę? Na wszystko, jeśli może to doprowadzić do wolności i powrotu tych dzieci do domu, nie ma problemu. Z mojej strony istnieje absolutna dyspozycyjność – powiedział cytowany przez agencję Reuters.

## Publikacje
- La presenza francescana in Terra Santa. Franciscan Printing Press, 2005, ISBN 978-88-6-24000-91
- Terra Santa, wywiad z Giorgio Acquaviva, Editrice La Scuola, Brescia, 2008, ISBN 978-88-35023-142
- Le comunità cristiane in Medio Oriente oggi. Dialogo fra le giovani generazioni come unica possibile futura via di distensione, Pierbattista Pizzaballa-Euntes Docete-LXIV-3-201, Editrice Urbaniana University Press ISBN 978-88-401-4041-4
- Il Custode di Terra Santa – un colloquio con padre Pierbattista Pizzaballa, Piergiorgio Pescali, ADDEditore, Torino, 2014, ISBN 978-88-67830756
- Il potere del cuore. Il Medio Oriente nel racconto del Custode di Terra Santa, Edizioni Terra Santa, Milano, 2016, ISBN 978-88-6240-379-5